# Stanisław Błasikiewicz
Stanisław Błasikiewicz (ur. 2 stycznia 1929 na Śląsku, zm. 21 sierpnia 2001) – polski milicjant, specjalista kryminalistyki.
Absolwent Uniwersytetu Warszawskiego. Trafił do Resortu Spraw Wewnętrznych w ślad za ogłoszeniem prasowym w 1959 r. Początkowo był ekspertem Wydziału Dokumentów w Zakładzie Kryminalistyki Komendy Głównej Milicji Obywatelskiej. Po decyzji Sądu Najwyższego, który w 1960 r., uznał zapis magnetofonowy jako dowód procesowy, był inicjatorem utworzenia Wydziału Fonoskopii w tymże zakładzie. Jego wielka pasja oraz zdolności organizatorskie zdecydowały o dynamicznym rozwoju tej dziedziny kryminalistyki. Był wieloletnim naczelnikiem utworzonego przez siebie Wydziału Fonoskopii. Wykształcił wielu ekspertów, opracował szereg unikatowych w skali światowej metod badawczych. Był autorem szeregu publikacji oraz uczestnikiem seminariów i konferencji krajowych i zagranicznych.
Po przejściu na emeryturę w 1991 r.  pracował nadal jako ekspert Polskiego Towarzystwa Kryminalistycznego oraz konsultant Urzędu Ochrony Państwa. Był czynnym i aktywnym fonoskopem do ostatnich dni swego życia. Nigdy nie odmawiał pomocy. Jego rady i pełne życzliwości uwagi w sprawach trudnych były zawsze cenną pomocą dla mniej doświadczonych ekspertów.
Za swą pracę otrzymywał wielokrotnie wysokie odznaczenia państwowe i resortowe. Przez pracowników traktowany był jako ojciec, nauczyciel i opiekun, nazywany był przez nich „Stachurkiem”. Dziś bez przesady można go uznać ojcem polskiej fonoskopii.